# La contessa Sara
La contessa Sara er en italiensk stumfilm fra 1919 af Roberto Roberti.

## Medvirkende
- Francesca Bertini som Sara
- Sandro Salvini som Pietro Severac
- Alberto Albertini
- Vittorio Bianchi
- Emma Farnesi